# Хюбрехт, Амброзиус
Амброзиус Арнольд Виллем Хюбрехт (нидерл. Ambrosius Arnold Willem Hubrecht; 2 марта 1853, Роттердам — 21 марта 1915, Утрехт) — нидерландский зоолог и эмбриолог. Член Нидерландской королевской академии наук с 1883 года, ректор Утрехтского университета в 1901/1902 академическом году. Почётный доктор шести иностранных университетов: Дублинского, Сент-Эндрюсского, Кембриджского и Университета Глазго (Соединённое Королевство Великобритании и Ирландии), а также Гиссенского (Германская империя) и Принстонского (США). Член академий и научных обществ Англии, Бельгии, Франции, Германии, России и США.

## Биография

### Ранние годы (1853—1875)
Амброзиус Хюбрехт родился в Роттердаме в 1853 году в семье генерального секретаря Министерства внутренних дел Поля Франсуа Хюбрехта (нидерл. Paul François Hubrecht) и Марии Прёйс ван дер Хувен (нидерл. Maria Pruys van der Hoeven). В период 1865—1869 обучался в высшей светской школе, окончив которую поступил в Делфтскую политехническую школу, но уже год спустя перешёл в Утрехтский университет для изучения биологии. В университете его учителями были Питер Хартинг и Франциск Дондерс.
Предшествующий защите диссертации 1873/1874 академический год провёл, работая в Лейденском университете под руководством Эмиля Зеленки, также на недавно учреждённой Зоологической станции в Неаполе, где был первым студентом из Нидерландов. В этот период он занимался исследованиями немертин и познакомился с зоологами Антоном Дорном и Реем Ланкестером, контакт с которыми он поддерживал всю жизнь.
В 1874 году Хюбрехт под руководством Питера Хартинга защитил диссертацию по строению и биологии развития немертин (нидерл. Aanteekeningen over de anatomie, histologie en ontwikkelingsgeschiedenis van eenige Nemertinen); основой для этого исследования послужили неаполитанские материалы. После защиты Хюбрехт на некоторое время возобновил сотрудничество с Эмилем Зеленкой, на этот раз в стенах Университета Эрлангена.

### Лейденский период (1875—1882)
В 1875 году Хюбрехт занял должность хранителя коллекции позвоночных в Национальном музее естественной истории в Лейдене и курировал коллекцию рыб. За время работы в музее он опубликовал несколько работ по рыбам, земноводным и рептилиям. Хюбрехт вёл активную переписку с классиком сравнительной анатомии позвоночных Карлом Гегенбауром и прослушал курс его лекций в Гейдельбергском университете, в результате чего опубликовал собственное исследование Beitrag zur kenntniss der Kopfskeletts der Holocephalen («Исследование скелета головы цельноголовых рыб»). В 1878—1879 годах Хюбрехт на несколько месяцев покидал музей и работал в Неаполе, где возобновил исследования немертин на Зоологической станции.
Хюбрехт продолжал работать в музее до сентября 1882 года, когда его на этой должности сменил Рютгер Хорст (нидерл. Rutgerus Horst, 1849—1930). За семь лет Хюбрехт провёл значительную работу с каталогом музея, внёс в него более 4000 экземпляров рыб и более 3500 экземпляров земноводных и рептилий, произвёл пересмотр обширной коллекции сушёных рыб. Он также сыграл решающую роль в приобретении музеем коллекции нидерландского ихтиолога Питера Блекера (1819—1878), которая насчитывала около 18 000 экземпляров.

### Утрехтский период (1882—1915)
Осенью 1882 года Хюбрехт стал преемником своего учителя Питера Хартинга в должности профессора зоологии и сравнительной анатомии Утрехтского университета и занимал этот пост до 1910 года. Основным направлением его деятельности в это время была сравнительная эмбриология позвоночных. В 1890—1891 годах он по приглашению Королевского физического общества Нидерландов посетил Голландскую Ост-Индию, где собрал обширный материал по эмбриологии млекопитающих, в основном насекомоядных и полуобезьян. Обобщения в области сравнительной эмбриологии он представил в 1896 и 1907 годах в сериях лекций, прочитанных в Принстонском университете (Нью-Джерси, США); позже эти материалы были опубликованы в его работах The Descent of the Primates (1897) and Die Säugestierontogenese in ihrer Bedeutung für die Phylogenie der Wirbeltiere (1909).
В 1910 году Хюбрехт передал руководство кафедрой своему ученику Хюго Нирштрасу (нидерл. Hugo Frederik Nierstrasz; 1872—1937) и последние пять лет жизни занимал учреждённую специально для него должность экстраординарного профессора сравнительной эмбриологии. В 1911 году учредил Международный институт эмбриологии. В 1912 и 1914 годах участвовал в экспедициях в Алжир и Южную Африку, из последней поездки ему пришлось досрочно вернуться в связи с началом Первой мировой войны.

### Брак, дети
Осенью 1878 года, незадолго до поездки в Неаполь, Хюбрехт женился на уроженке Роттердама Йоханне Марии Молеватер (нидерл. Johanna Maria Molewater; 1853—1937). После возвращения в Лейден у супругов родились два сына. Поль Франсуа Хюбрехт (нидерл. Paul François Hubrecht, 1880—1929) впоследствии стал геологом.

### Смерть
Хюбрехт умер от атеросклероза 21 марта 1915 года в Утрехте.

## Вклад в науку
По-видимому, Хюбрехт стал первым исследователем немертин, использовавшим серийные микросрезы. Впоследствии эта методика стала основной в изучении этой группы беспозвоночных, обладающих сравнительно малым разнообразием внешних признаков. Обстоятельные исследования немертин Хюбрехт продолжал с 1874 года до конца 1880-х, провёл ревизию их разнообразия, заложил основу современной таксономии, а также выдвинул оригинальную гипотезу о филогенетической близости немертин и позвоночных.
Хюбрехт провёл ряд классических исследований эмбрионального развития млекопитающих на примере ежей, бурозубок, долгопятов и тупай; ввёл термин трофобласт.

## Память
В 1916 году было решено организовать в его доме в Утрехте лабораторию его имени. В 1960 году Лаборатория Хюбрехта была перемещена в новое здание в другом районе Утрехта, а в 2007 году переименована в Институт Хюбрехта. Основное направление исследований в настоящее время — биология развития и исследование стволовых клеток.
В честь Амброзиуса Хюбрехта его коллеги и ученики назвали ряд таксонов:
- Hubrechtia Bürger, 1892[19], а также производное название Parahubrechtia Gibson et Sundberg, 1999 — роды палеонемертин
- Hubrechtella Bergendal, 1902 — род палеонемертин
- Lineus hubrechti (Langerhans, 1880) — вид гетеронемертин
- Valencinina hubrechti Senz, 2001 — вид гетеронемертин
- Protopelagonemertes hubrechti (Brinkmann, 1917) — вид пелагических вооружённых немертин
- Punnettia hubrechti Stiasny-Wijnhoff, 1926 — вид донных вооружённых немертин
- Eunoe hubrechti (McIntosh, 1900) — вид многощетинковых червей из семейства Polynoidae
- Lagisca hubrechti (McIntosh, 1900) — вид многощетинковых червей из семейства Polynoidae
- Dinomenia hubrechti Nierstrasz, 1902 — вид соленогастров
- Dicrolene hubrechti Weber, 1913 — вид рыб из семейства ошибневых